# Anello coronale

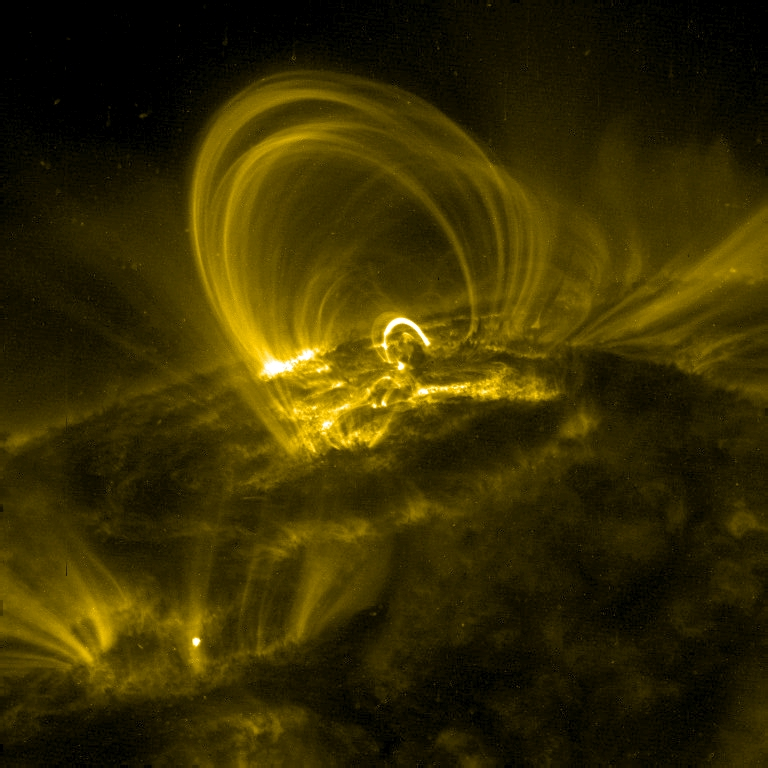
Tipici anelli coronali ripresi dal telescopio spaziale TRACE.

Gli anelli coronali costituiscono la struttura inferiore della corona solare e della zona di transizione delle stelle e quindi anche del nostro Sole. Questi anelli eleganti e altamente strutturati sono la diretta conseguenza del flusso attorcigliato del magnetismo solare rispetto alla superficie del sole.

La diffusione degli anelli coronali è direttamente collegata al ciclo solare, ed è per questo che gli anelli compaiono in genere in concomitanza con le macchie solari, che sono visibili alla base degli anelli. Il flusso magnetico in risalita riesce a perforare la fotosfera, facendo così apparire il sottostante plasma più freddo. Il contrasto tra la fotosfera e gli strati interni del Sole dà l'impressione che siano presenti macchie scure, che per questo motivo vengono chiamate macchie solari.

## Caratteristiche fisiche
Un anello coronale è un flusso magnetico fissato ad entrambe le estremità, con la base ancorata al corpo solare e che da qui si estende fino a svilupparsi nell'atmosfera del sole; è una struttura ideale per arrivare a comprendere il meccanismo di trasferimento dell'energia dal corpo del Sole alla corona, attraverso la zona di transizione.

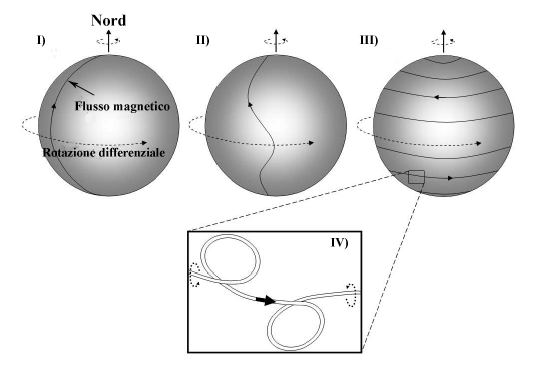
Un diagramma che mostra l'evoluzione del flusso magnetico solare durante il ciclo solare.

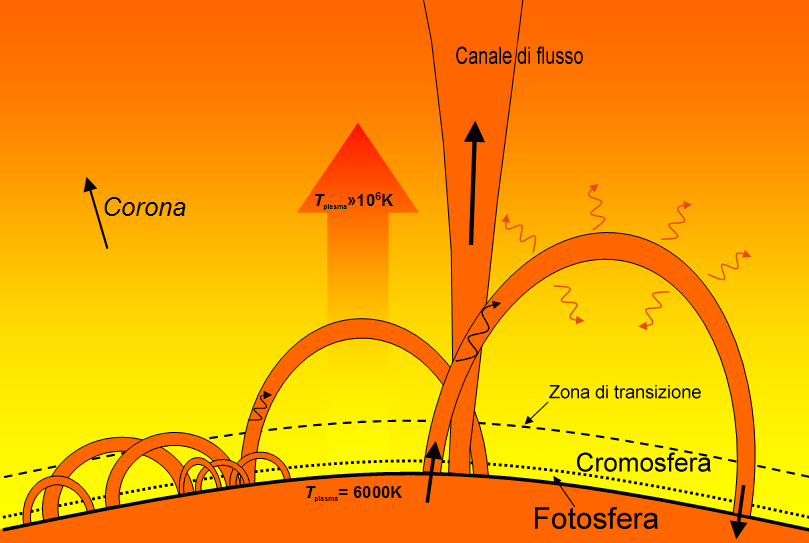
Diagramma della bassa corona e della zona di transizione, dove si osserva una grande varietà di anelli solari.

Esistono anelli coronali di varie dimensioni, limitrofi ai canali aperti di flusso che lasciano passare il vento solare e si spingono fino alla corona e all'eliosfera. Ancorati alla fotosfera, gli anelli coronali si proiettano attraverso la fotosfera e la zona di transizione, estendendosi nella corona fino a quote elevate.
Gli anelli coronali hanno una grande varietà di temperature, che variano nella loro lunghezza a seconda del tratto considerato. Gli anelli con temperature inferiori a 1 000 000 kelvin vengono chiamati "anelli freddi" (cool loops), quelli con temperature superiori al milione di kelvin sono noti come "anelli caldi" (hot loops); quelli intermedi con temperatura attorno al milione di kelvin sono invece chiamati "anelli tiepidi" (warm loops).

Naturalmente le tre categorie emettono radiazioni a differenti lunghezze d'onda.

### Posizione
Gli anelli coronali si ritrovano sia nelle regioni attive, che in quelle quiete della superficie solare. Le prime occupano un'area molto ristretta sulla superficie solare, ma producono la gran parte dell'attività solare e sono spesso teatro di flare e eruzioni di massa solare, dovuti all'intenso campo magnetico lì presente. Le regioni attive producono l'82% dell'energia termica coronale. I buchi coronali sono linee di campo aperte situate in genere attorno alle regioni polari del Sole e sono conosciute per essere la sorgente del veloce vento solare. Il resto della superficie solare è formato dalle regioni quiete. La fase quieta del Sole, sebbene sia meno attiva delle regioni attive, è la sede di numerosi processi minori come punti di brillamento, nanoflare ed espulsioni. Come regola generale, il Sole in quiete esiste in regioni di strutture magnetiche chiuse, mentre le regioni attive sono sorgenti altamente dinamiche di eventi esplosivi. È importante notare che le osservazioni suggeriscono che l'intera corona sia elevatamente popolata da linee di campo magnetico aperte e chiuse.

### Il problema della temperatura coronale

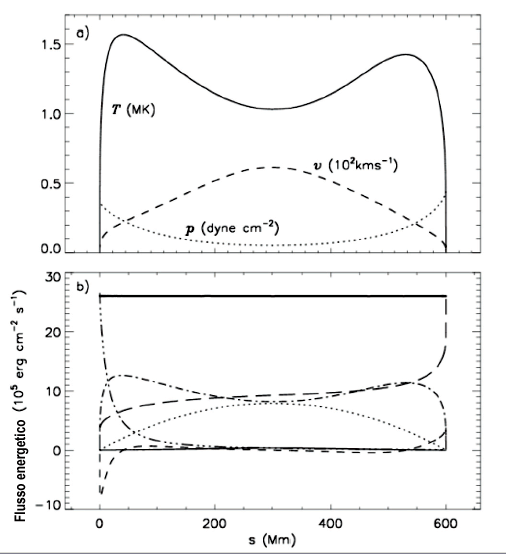
Un esempio schematico di un anello coronale "quiescente"

Una stretta linea di campo non costituisce comunque un anello coronale: il flusso chiuso dev'essere "saturato" con il plasma prima che possa essere chiamato "anello coronale". In questo modo diventa chiaro che gli anelli coronali sono una rarità sulla superficie solare, dato che la gran parte delle strutture a flusso sono "vuote". Ciò significa che il meccanismo che scalda la corona e proietta il plasma della cromosfera nel flusso magnetico chiuso è altamente localizzato.
Il meccanismo della "saturazione" del plasma, dei flussi dinamici e del calore coronale non è stato ancora chiarito. Il processo (o i processi) dovrebbe essere stabile a sufficienza per continuare ad alimentare la corona col plasma cromosferico e potente a sufficienza per accelerare, e quindi riscaldare, il plasma da 6000 K a ben oltre il milione di kelvin oltre la breve distanza dalla cromosfera e la zona di transizione alla corona. Questa è proprio la ragione per cui gli anelli coronali sono oggetto di intensi studi. Sono ancorati alla fotosfera, alimentati dal plasma di cromosfera, si protraggono all'interno della zona di transizione e possiedono temperature elevatissime.
L'idea che il "problema del calore coronale" sia soltanto a causa del meccanismo di riscaldamento coronale è un ragionamento ingannevole. Innanzitutto, il plasma che satura gli anelli proviene direttamente dalla cromosfera. Non ci sono meccanismi coronali conosciuti che possono comprimere il plasma coronale e alimentarlo sugli anelli coronali ad altitudini coronali. In secondo luogo, le osservazioni delle circolazioni coronali mirano ad una sorgente cromosferica del plasma, il quale è dunque di origine cromosferica; occorre tenerlo bene a mente quando si osservano i meccanismi di riscaldamento coronale. Si tratta di una "energizzazione cromosferica" e di un "fenomeno di riscaldamento coronale", probabilmente legato da un meccanismo comune.

## Storia delle osservazioni

### 1946-1975
Notevoli passi sono stati compiuti in questo campo dai telescopi di terra come il Mauna Loa Solar Observatory (MLSO), sulle isole Hawaii, in particolare sulle osservazioni della corona tramite le eclissi, ma per eliminare l'effetto di disturbo causato dall'atmosfera terrestre, si è resa necessaria un'evoluzione della fisica solare. A partire dai brevi voli (7 minuti) dei razzi tra il 1946 ed il 1952, gli spettrografi misurarono le emissioni UV e Lyman-α del Sole. Osservazioni a Raggi X furono fatte a partire dal 1960 usando razzi. La missione inglese Skylark, del 1959-1978. Sebbene conclusa con successo, le missioni furono molto limitate in termini di tempo e costi. Durante il periodo tra il 1962 e il 1975, le serie di satelliti NASA Orbiting Solar Observatory (da OSO-1 a OSO-8) riuscirono ad estendere le osservazioni tentate in precedenza alle isole Hawaii. Nel 1973, fu lanciato Skylab, che iniziò una nuova campagna di osservazioni a varie lunghezze d'onda che anticiparono le osservazioni successive. Questa missione fu ultimata dopo un anno e fu sostituita dalla Solar Maximu Mission, che divenne il primo osservatorio ad osservare un gran numero di cicli solari (dal 1980 al 1989.

### Dal 1991 ad oggi

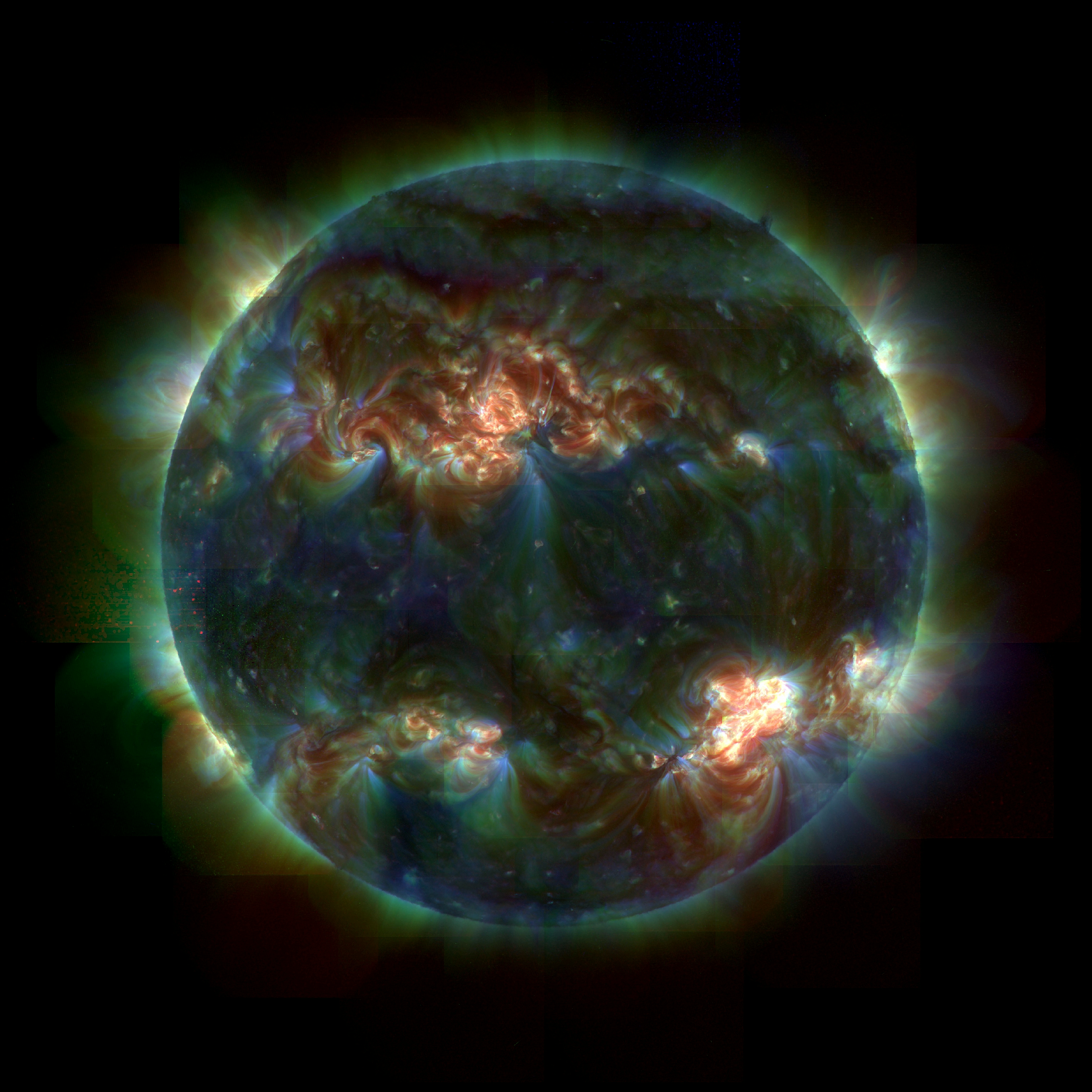
Mosaico di immagini del Sole riprese dal TRACE

Dal 1991 al 2001 fu operativa la missione giapponese Yohkoh, partita dalla base Kagoshima Space Centre; essa rivoluzionò l'osservazione a raggi X e Gamma sotto molti punti di vista: orbitando su una traiettoria ellittica attorno alla Terra, osservò le emissioni dei fenomeni solari, come i flare.
Il passo successivo fu il lancio del Solar and Helioscopic Observatory, meglio noto come SOHO, nel dicembre del 1995 da Cape canaveral Air Force Station in Florida, negli Stati Uniti. La durata dell'operazione, inizialmente prevista in soli due anni, fu estesa fino al marzo del 2007, grazie al grandioso successo ottenuto dalla sonda; in questo lasso di tempo osservò ben 11 cicli solari completi. La sua orbita, tuttora stabile, fa sì che la sonda SOHO transiti di fronte al Sole ad una distanza di circa 1,5 milioni di chilometri dalla Terra.
SOHO fu gestita da scienziati dell'European Space Agency (ESA) e dalla NASA. Tra gli strumenti di bordo vanno menzionati uno spettrometro coronale, un telescopio sensibile ai raggi UV e vari strumenti di misura dei raggi UV.
Il TRACE, Transition Region And Coronal Explorer fu lanciato nel 1998 dalla Vandenberg Air Force Base come parte di un progetto NASA; si trattava di un piccolo strumento orbitante di 30x160 cm, un telescopio Cassegrain da 8,66 m di lunghezza focale con un sensore CCD da 1200x1200px. Il momento del lancio fu sincronizzato con la fase di massima intensità del ciclo solare.
La sonda catturò immagini molto dettagliate della struttura coronale, mentre SOHO catturava immagini complessive a bassa risoluzione del Sole. Questa campagna di esplorazione dimostrò l'abilità dell'osservatorio di tracciare l'evoluzione degli stadi di attività degli anelli coronali.

## Flussi dinamici
Tutte le missioni sopra citate hanno avuto grande successo nell'osservazione dei forti flussi di plasma e dei processi altamente dinamici degli anelli coronali. Ad esempio, le osservazioni del SUMER suggeriscono una velocità di flusso tra i 5 e i 16 km s−1 sul disco solare; altre osservazioni addirittura suggeriscono valori dai 15 ai 40 km s−1 Altissime velocità sono state rilevate anche dallo spettrometro a bordo della Solar Maximum Mission, dove il plasma si è osservato viaggiasse alla velocità di ben 40 – 60 km s−1.